# Melanagromyza vulgata
Melanagromyza vulgata är en tvåvingeart som beskrevs av Spencer 1973. Melanagromyza vulgata ingår i släktet Melanagromyza och familjen minerarflugor.
Artens utbredningsområde är Jamaica. Inga underarter finns listade i Catalogue of Life.